# Nepalicrepis castaneus
Nepalicrepis castaneus es una especie de insecto coleóptero de la familia Chrysomelidae.
Fue descrita científicamente en 1990 por Gruev.